# Командарм 1-го ранга
Командарм 1-го ранга — персональное военное звание (в современность — воинское звание) военнослужащих начальствующего состава в РККА ВС СССР.

## История
Введено Постановлением ЦИК СССР и СНК СССР от 22.09.1935 «О введении персональных военных званий начальствующего состава РККА».
Формально, звание упразднено не было, но в связи с Указом Президиума Верховного совета СССР от 07.05.1940 «Об установлении воинских званий высшего командного состава Красной Армии», Постановлением СНК СССР  07.05.1940 всем трём военнослужащим, имевшим на тот момент персональное военное звание командарм 1-го ранга (Г. И. Кулику, С. К. Тимошенко, одновременно с назначением Наркомом Обороны, и Б. М. Шапошникову), было присвоено воинское звание общевойсковых командиров высшего командного состава — Маршал Советского Союза.
| Ведомство, род войск (сил)                            | Соответствующее звание/должность |
| В командном составе                                   | В командном составе |
| ----------------------------------------------------- | --- |
| Народный комиссариат внутренних дел СССР.             | Комиссар государственной безопасности 1-го ранга, введённое постановлением ЦИК и СНК СССР от 7 октября 1935 года (военнослужащие пограничных и внутренних войск НКВД имели воинские звания, принятые в РККА) Главный директор милиции. |
| Военно-Морской Флот СССР.                             | Флагман флота 1-го ранга. |
| В начальствующем составе                              | |
| в военно-политическом составе всех родов войск (сил). | Армейский комиссар 1-го ранга. |

Всего звание командарма 1-го ранга присвоено девяти военнослужащим, из них:
- один (С. С. Каменев) умер в 1936 году;
- пять (И. П. Уборевич, И. Э. Якир, И. П. Белов, И. Ф. Федько, М. П. Фриновский) было расстреляно за время массовых репрессий в РККА;
- троим (Г. И. Кулик, С. К. Тимошенко, Б. М. Шапошников) 07.05.1940 было присвоено воинское звание Маршал Советского Союза.

## Знаки различия

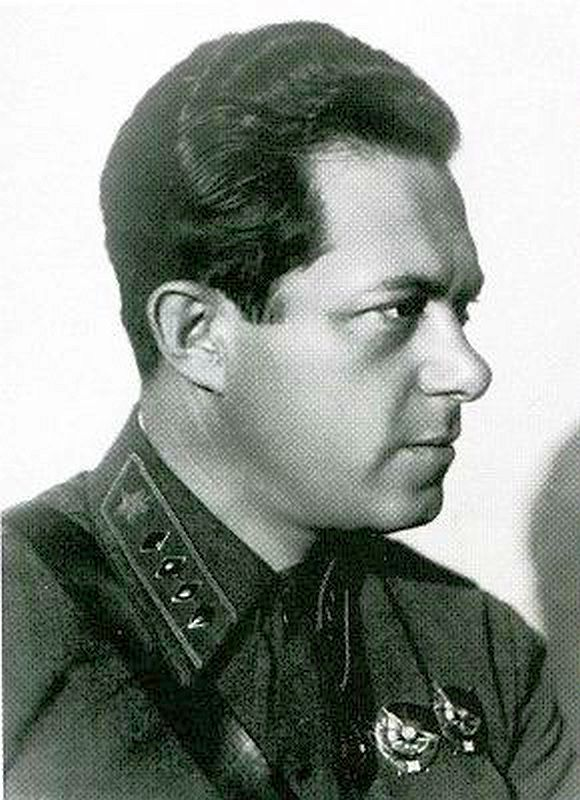
Командующий войсками Киевского военного округа командарм 1-го ранга И. Э. Якир.

Знаками различия военнослужащих, имевших персональное воинское звание командарма 1-го ранга, были:
- в петлицах: четыре тёмно-красных «ромба» и золотистая звёздочка;
  - на гимнастёрке звёздочка изображалась в ряд с ромбами,
  - на шинели — выше их,
- на рукаве, выше обшлага, широкая золотистая полоса (в виде шеврона) и золотистая звезда.

Знак различия в петлицах гимнастёрки.
Петлица на шинель.
Шеврон (нарукавная нашивка).

## Присвоения

### 1935
Постановлением ЦИК СССР и СНК СССР от 20.11 «Об утверждении лиц высшего командного и начальствующего состава РККА в военных званиях» утверждены в военном звании:
- С. С. Каменев — начальник Управления противовоздушной обороны РККА.
- И. Э. Якир — командующий войсками Киевского военного округа.
- И. П. Уборевич — командующий войсками Белорусского военного округа.
- И. П. Белов — командующий войсками Московского военного округа.
- Б. М. Шапошников — командующий войсками Ленинградского военного округа.

### 1938
Постановлением СНК СССР от 20.02:
- И. Ф. Федько — первый заместитель Народного комиссара обороны СССР.

Постановлением СНК СССР от 14.09: 
- М. П. Фриновский — народный комиссар Военно-Морского Флота СССР (минуя звание командарм 2-го ранга)

### 1939
Постановлением СНК СССР от 08.02:
- Г. И. Кулик — заместитель народного комиссара обороны СССР.
- С. К. Тимошенко — командующий войсками Киевского военного округа.